# Gajec
Gajec is een dorp in de Poolse woiwodschap Lubusz. De plaats maakt deel uit van de gemeente Rzepin en telt 300 inwoners.